# Chích đít vàng
Chích đít vàng (danh pháp hai phần: Phylloscopus cantator) là một loài chích lá thuộc chi Chích lá, họ Chích lá. Nó được tìm thấy tại Bangladesh Bhutan, Trung Quốc, Ấn Độ, Lào, Myanma, Nepal, Thái Lan. Môi trường sống rừng núi ẩm cận nhiệt đới hoặc nhiệt đới.